# Ceiônia Albina
Ceiônia Albina (em latim: Caeionia Albina) foi uma nobre romana do final do século IV e começo do V.

## Vida
Nascida em Nola, Albina era filha de Ceiônio Rúfio Albino, irmã de Rúfio Antônio Agrípnio Volusiano, esposa de Publícola e mãe de Melânia, a Jovem. Após a morte de Publícola, partiu com sua filha à Campânia e Sicília e de lá à África, onde ficaram por sete anos, parcialmente em Tagaste. Durante esse tempo, Agostinho de Hipona escreveu-lhe. Em ca. 417, ela acompanhou sua filha à Palestina e permaneceu lá até sua morte ca. 431. Jerônimo enviou em 419 saudações para Albina, Melânia e Valério Piniano, esposo de Melânia, enquanto Agostinho dedicou seu livro Sobre a Graça de Cristo e o Pecado Original (De Gratia Christi et de Peccato Originali) aos três.